# Lymexylon ruficolle
Lymexylon ruficolle är en skalbaggsart som beskrevs av Yoshihiko Kurosawa 1949. Lymexylon ruficolle ingår i släktet Lymexylon och familjen varvsflugor. Inga underarter finns listade i Catalogue of Life.